# Těžce zamilován
Těžce zamilován (v anglickém originále Shallow Hal) je americký romantický komediální film z roku 2001. Režie a scénáře se ujali Peter Farrelly, Bobby Farrelly a Sean Moynihan. Hlavní role hrají Gwyneth Paltrow a Jack Black.

## Obsazení
- Gwyneth Paltrow jako Rosemary Shanahan
- Jack Black jako Hal Larson
- Jason Alexander jako Mauricio Wilson
- Joe Viterelli jako Steve Shanahan
- Jill Christine Fitzgerald jako paní Shanahan
- Tony Robbins (sám sebe)
- Bruce McGill jako reverend Larson
- Molly Shannon jako Mary Larson
- Sasha Neulinger jako mladý Hal
- Susan Ward jako Jill
- Rene Kirby jako Walt
- Kyle Gass jako Artie
- Laura Kightlinger jako Jen
- Brooke Burns jako Katrina
- Sayed Badreya jako doktor Sayed
- Nan Martin jako sestra Peeler
- Zen Gesner jako Ralph
- Ron Darling jako atraktivní Li'iBoy
- Joshua Shintani jako silný Li'iBoy
- Sascha Knopf jako atraktivní Tanya
- Nan Martin jako neatraktivní Tanya
- Mary Wigmore jako atraktivní Tiffany
- Rob Moran jako neatraktivní Tiffany
- Michael Corrente jako bezdomovec
- Leslie DeAntonio jako Helga
- Manon von Gerkan jako Lindy
- Brianna Gardner jako Cadence
- Kulman P. Smith jako tanečník

## Přijetí

### Tržby
Film vydělal 70,8 milionů dolarů v Severní Americe a 70,2 milionů dolarů v ostatních oblastech, celkově tak vydělal 141 milionů dolarů po celém světě. Rozpočet filmu činil 40 milionů dolarů. Za první víkend docílil druhé nejvyšší návštěvnosti, kdy vydělal 22,5 milionů dolarů. Na prvním místě se umístil film Příšerky s.r.o. s výdělkem 44,5 milionů dolarů.

### Recenze
Na recenzní stránce Rotten Tomatoes získal ze 126 započtených recenzí 51 procent s průměrným ratingem 5,5 bodů z deseti. Na serveru Metacritic snímek získal z 33 recenzí 48 bodů ze sta. Na Česko-Slovenské filmové databázi si snímek k 11. srpnu 2018 drží 54 procent.

### Nominace
Film získal tři nominace na cenu Teen Choice Awards, a to v kategoriích nejlepší filmová komedie, nejlepší herečka v komedii (Paltrow), nejlepší herec v komedii (Black).